# Éditions Sarbacane
Pour les articles homonymes, voir Sarbacane (homonymie).
 (novembre 2019).
 (novembre 2019).
Si vous disposez d'ouvrages ou d'articles de référence ou si vous connaissez des sites web de qualité traitant du thème abordé ici, merci de compléter l'article en donnant les références utiles à sa vérifiabilité et en les liant à la section « Notes et références ».
Sarbacane est une maison d'édition française spécialisée dans la création d’albums illustrés pour la jeunesse, de bandes dessinées jeunesse et adulte, et de romans destinés particulièrement aux adolescents et jeunes adultes. Fondée en 2003, elle est installée dans le 9e arrondissement de Paris, en France.

## Historique
Sarbacane est une maison d’édition créée en 2003 par Frédéric Lavabre.
Emmanuelle Beulque, éditrice et directrice éditoriale chez Sarbacane, ouvre dans un premier temps une collection d'ouvrages pour jeunes enfants,.
Sarbacane ouvre son catalogue aux romans en 2006, par la création d'Exprim', une collection destinée aux adolescents ainsi qu'aux jeunes adultes afin de « faire tomber les barrières entre la littérature destinée à la jeunesse et celle destinée aux adultes ». La catégorie intermédiaire jeunes adultes, « Young Adult » ou « YA », est bien implantée aux États-Unis et en Angleterre avec des auteurs tels que John Green et des romans comme Junk de Melvin Burgess.
Les ouvrages de littérature jeunesse que Sabarcane propose pourrait être qualifiés de subversifs, notamment parce qu'ils abordent des questions peu traitées habituellement comme la sexualité, la violence ou encore la résilience, tout en privilégiant une langue qui se fait « écho d’une culture urbaine et moderne » . Le directeur de la collection Exprim’, Thibault Bérard, promeut dans ce cadre le choix de fictions au langage percutant, et qui ne sont pas « des documents déguisés » aux vertus pédagogiques ou d'avertissement à destination des enfants. Malgré sa réputation de creuset de « littérature dangereuse », la collection place des titres dans des sélections d'envergure nationale et recueille peu à peu un certain succès critique.
En 2007, un catalogue BD voit le jour, proposant des albums pour enfants et pour adultes. Sarbacane est reconnue pour son indépendance d'esprit et sa recherche dans les scénarios, le dessin,, et le rapport format d'album/narration. La maison d'édition voit ses auteurs régulièrement primés au sein des grands prix nationaux spécialisés en bande dessinée. L'éditeur repart du festival d'Angoulême 2020 couronné par un prix BDGest'Arts, prix spécial du jury rarement décerné.
La collection Pépix, à destination des 8 à 12 ans, est créée en 2014. Désireuse de trancher avec l'aspect « littérature à sujet » du roman jeunesse en France, elle propose des histoires axées sur l'aventure et sur l'espièglerie de ses héros.
Publiée dans cette collection, la série Le Journal de Gurty de Bertrand Santini obtient un grand succès de librairie.
« Petite maison d'édition » occupant désormais, d'après la Bibliothèque nationale de France, « une place majeure » dans le paysage éditorial, et proposant une centaine de nouveautés par an « régulièrement récompensées par des prix prestigieux », les éditions Sarbacane sont rachetées en juillet 2020 par le groupe Madrigall. Avec une qualité reconnue dans le milieu éditorial, son catalogue compte alors plus de 750 titres, diffusés par Flammarion Diffusion et distribués par Union Distribution.
Son directeur général, Frédéric Lavabre, explique cette vente par le besoin d'externaliser les services de comptabilité et de négociation de droits étrangers, de se recentrer sur les éléments purement éditoriaux et artistiques du métier d'éditeur, et de disposer d'une puissance de frappe en termes de marketing ou de publicité, que le groupe Madrigall apporte à Sarbacane. En contrepartie, Antoine Gallimard note l'expérience acquise par Sarbacane dans le domaine de l'illustration, et le renforcement dont pourrait bénéficier Madrigall sur ce plan-là en intégrant Sarbacane dans sa holding.
En 2022, le pôle éditorial est réorganisé en interne.

## Publications
- Un bout du monde, de Célia Garino (2024)[23]
- L’homme miroir, de Simon Lamouret (2024)[24]

## Prix et distinctions
- Colorado Train en 2017, puis Fraternidad en 2019[25], deux romans de Thibault Vermot, décrochent une mention spéciale au prix Vendredi, « Goncourt » du livre jeunesse[26].
- En 2017, l'album Apache, dessiné et scénarisé par Alex W. Inker, remporte le Prix Polar SNCF 2017 dans le cadre du Festival d'Angoulême.
- En 2022, l'adaptation de 1984 par Xavier Coste remporte le Prix BD Fnac France Inter[27],[28].
- En 2022 également, Alex W. Inker remporte le prix Coup de Cœur du festival Quai des Bulles à Saint-Malo pour son adaptation d'un roman paru d'abord dans la collection Exprim', Colorado Train.
- Max Ducos reçoit le prix Landerneau, catégorie « Album Jeunesse 2022 » pour son album Le Passage secret.
- La drôle de vie de Bibow Bradley, roman d'Axl Cendres publié dans la collection Exprim', remporte en 2014 le prix Pépite du Roman adolescent européen du SLPJ de Montreuil[29].
- En 2023, Manon Debaye décroche le prix Philippe Druillet au Festival d'Angoulême, récompensant la jeune création[30], pour La Falaise[31].